# Hussein Kulmiye Afrah

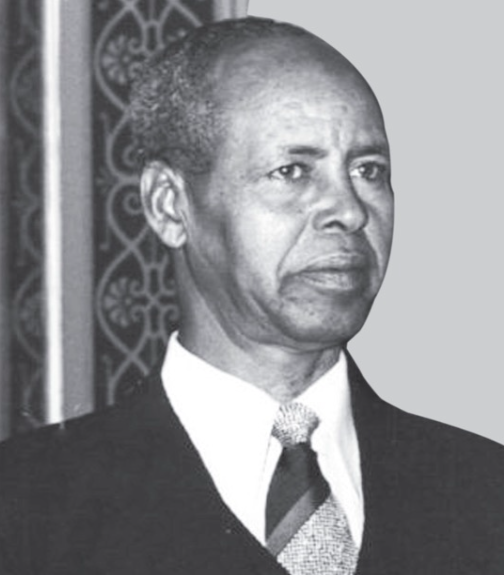
Hussein Kulmiye Afrah

Hussein Kulmiye Afrah (somalisch: Xuseen Kulmiye Afrax, arabisch أفراح حسين; * 1920; † vor 2007) ist ein somalischer Politiker und General.
Afrah absolvierte vor 1945, während der italienischen Kolonialzeit von Italienisch-Somaliland, eine Polizeiausbildung an einer italienischen Akademie in Rom. In der Zeit von 1950 bis 1954 war er Ausbilder an der Polizeischule in Mogadischu. Ab 1960, nach der Unabhängigkeit von Somalia, war er Adjutant des ersten Präsidenten von Somalia Aden Abdullah Osman Daar und wurde zum Generalmajor befördert.
Afrah war seit 1976 Mitglied des Zentralkomitees der Somalischen Revolutionären Sozialistischen Partei. Später war er in der Demokratischen Republik Somalia der Vizepräsident in der Ära von Siad Barre, der von 1969 bis 1991 herrschte. Er war der zweite Präsident von Somalia. Nach dem Sturz der Regierung von Siad Barre und dem Ausbruch des Bürgerkriegs in Somalia wurde Afrah, ähnlich wie viele andere Politiker und Militärs, nicht verhaftet oder ausgewiesen.